# Amédé Ardoin
Amédé Ardoin (Basile, 11 maart 1898 – Pineville, 3 november 1942) was een Amerikaans cajunmuzikant, bekend om zijn hoge zangstem en virtuositeit op de accordeon. Door muziekwetenschappers uit Louisiana wordt hij beschouwd als grondlegger van zowel creoolse als cajunmuziek in het begin van de 20e eeuw. Hij schreef verschillende liedjes die nu worden beschouwd als cajun- en zydecostandaarden.

## Jeugd
Ardoin werd geboren in de buurt van Basile in Evangeline Parish in Louisiana, als afstammeling van zowel tot slaaf gemaakte als vrije mensen. Ardoin sprak zoals de meeste mensen in die streek alleen Cajun-Frans en geen Engels. Hij ontwikkelde zijn muzikale talenten in plaats van te werken op de boerderij en speelde op dansfeesten, vaak voor cajun-publiek, met violisten Alphonse LaFleur en Douglas Bellard. Hij trok regelmatig door het gebied en vestigde zich op een gegeven moment in de buurt van Chataignier, waar hij cajun-violist Dennis McGee ontmoette. Ze speelden samen regelmatig op lokale huisfeesten, soms vergezeld door Ardoins jonge neef, Alphonse "Bois Sec" Ardoin.

## Carrière
Ardoin en McGee behoorden tot de eerste artiesten die de muziek uit de cajunregio van Louisiana op grammofoonplaat vastlegden. Op 9 december 1929 namen ze zes nummers op voor Columbia Records in New Orleans. Ze maakten samen meer opnames in New Orleans in 1930, en in San Antonio in Texas in augustus 1934. Ardoin maakte in december 1934 ook solo-opnames in New York. De opnames zijn uitgebracht op verschillende labels, waaronder Brunswick, Vocalion, Decca, Melotone, Bluebird. In totaal zijn er vierendertig opnames bekend waarin Ardoin accordeon speelt.
Zijn opnames en optredens werden populair in heel Zuid-Louisiana. Eind jaren dertig speelde hij regelmatig in Eunice in Louisiana met vioolspeler Sady Courville, maar de twee namen niet samen op. Ardoins muziek combineerde Europese liedvormen en Afrikaanse ritmische benaderingen zoals swing en syncopen. Hij personifieerde deze culturele mix en versterkte de ontwikkeling ervan door zijn behendige techniek en zijn vermogen om te improviseren. Ardoin was een levendige, inventieve accordeonist die in zijn eentje een menigte aan het dansen kon houden. Hij was ook een soulvolle zanger wiens emotionele stijl vol drama gebruik maakte van langgerekte, hoge noten.

## Overlijden
Ardoin stierf waarschijnlijk als gevolg van een geslachtsziekte. Hij werd in 1942 in een gesticht in Pineville opgenomen. Twee maanden later stierf hij in het ziekenhuis en werd begraven in een gemeenschappelijke graf van het ziekenhuis. 

## Eerbetoon
Op 11 maart 2018 werd een levensgroot standbeeld van Ardoin onthuld in het St. Landry Parish Visitor Centre - gebaseerd op de enige bekende foto van Ardoin, genomen toen hij het vormsel ontving.

## Discografie
- Amadé Ardoin – Louisiana Cajun Music Vol. 6 : Amadé Ardoin – The First Black Zydeco Recording Artist (1928–1938) (OT-124 Old Timey Records, 1983)
- Pioneers of Cajun Accordion 1926–1936 (LPOT128 Old Timey / Arhoolie, 1989)
- I'm Never Comin Back: Roots of Zydeco (ARH7007 Arhoolie, 1995)
- Amede Ardoin – Mama, I'll Be Long Gone: The Complete Recordings of Amede Ardoin 1929–1934 (TSQ2554 Tompkins Square Records, 2011)